# Blaž Vidovič
Blaž Vidovič, slovenski pevec, * 8. avgust 1994, Ptuj, Slovenija.
Udeležil se je festivalov FENS od leta 2003 do 2006. Kot gost je nastopil na mednarodnih festivalih v Črni gori in na Madžarskem. Širši Sloveniji se je predstavil, ko je postal finalist šova Slovenija ima talent.

## Življenjepis
Že zelo zgodaj je odkril veselje do glasbe in petja. V vrtcu je pel v otroškem pevskem zboru pri Darinki Barin Turica.
Končal je nižjo glasbeno šolo iz klavirja pri Klavdiji Zorjan Škorjanec in Tomu Hajšku. V osnovni šoli je pričel z učenjem solo petja v Studiju H – Trbovlje pri Bogu Hvali. Pel je v pevskih zborih in vokalni skupini Musica pri Robertu Fegušu. 
Nastopal je na številnih prireditvah v šoli in izven nje, na festivalih Korajža velja po Sloveniji, predstavil pa se je tudi s štirimi lastnimi skladbami na festivalih FENS v letih od 2003 do 2006 v Izoli. Kot gost je nastopil na mednarodnem festivalu v Črni gori in na Madžarskem. Predstavil se je na RTV Slovenija v oddajah Pod klobukom in na Planet TV v oddaji Raketa. Nastopal je tudi s ptujskim Big Bandom in Big Bandom DOM. Pripravil je nekaj avtorskih skladb, nastopal z glasbeno skupino ter imel dva samostojna koncerta z naslovom Tribute to Queen in Ptujska pravljica.
Širši slovenski javnosti se je predstavil v oddaji Slovenija ima talent, kjer je postal finalist. Na avdiciji se je predstavil s skladbo Fairytale, v polfinalu z Uptown girl (Billy Joel), v finalu pa s Crazy Little Thing Called Love (Queen). Istega leta je izšel njegov prvi singel z naslovom Prepozno in kmalu zatem naslednji z naslovom Najino poletje. Leto kasneje se je udeležil individualnih in skupinskih delavnic pri Joshui Alamuju. Obiskoval je šolo govora pri Idi Baš. Leta 2015 je luč sveta ugledala prva avtorska skladba z naslovom Morska deklica in naslednje leto skladba Ko Ljubezen Zaživi. V oktobru istega leta je postal učitelj petja v pevskem studiu Nataše Nahtigal.
V letu 2017 je izdal novo skladbo in videospot Ta Trenutek in se udeležil festivala EMA 2017 kot spremljevalni vokal v ekipi Ine Shai. 

## Diskografija
- Prepozno (2013)
- Najino poletje (2014)
- Morska deklica (2015)
- Ko ljubezen zaživi (2016)
- Ta Trenutek (2017)